# Giovanni Monteforte
Giovanni Monteforte (Reggio Emilia, 13 ottobre 1950) è un chitarrista e compositore italiano di musica jazz.

## Biografia
Chitarrista jazz, ha approfondito gli studi musicali a Londra con Peter Ind (allievo e contrabbassista di Lennie Tristano). Attivo con diverse formazioni sin dall'inizio degli anni '70, in particolare a Milano, è autore e pubblicista del settore didattico legato alla chitarra jazz, avendo all'attivo diversi libri e DVD. Per oltre dieci anni ha curato la rubrica didattica della rivista Chitarre (ed. Lakota).
Dal 1988 al 2021 è stato docente di chitarra jazz presso i Civici Corsi di Jazz di Milano diretti da Franco Cerri, Enrico Intra e Maurizio Franco. Ha insegnato chitarra ritmica e voicing nel corso di laurea in jazz presso la "Fondazione Civica scuola di Musica Claudio Abbado".
Nella sua quarantennale carriera ha collaborato e suonato con importanti jazzisti del panorama nazionale ed internazionale, tra i quali: Joe Cusumano, Ellade Bandini, Mino Fabiano, Giancarlo Pillot, Marco Ratti, Rick Stone, Christian Meyer, Franco Cerri, Carlo Milano, Carol Sudhalter, Marco Vaggi, Michele Bozza, Rossano Sportiello, Daniela Fantoni, Nando De Luca, Luciano Milanese, Attilio Zanchi, Stefano Bagnoli, Paolo Cattaneo, Roberto Del Piano, Franco Feruglio, Franco Finocchiaro, Lino Liguori, Riccardo Bianchi, Nino Frasio, Roberto Della Grotta, Fabio Lossani, Mario Pelagatti, Ezio Allevi, Fabio Mazzola, Lee Konitz, Ivo Meletti, Bruno De Filippi, Ross de Julio, Mimmo Tripodi, Gigi Cifarelli, Lucio Terzano, Alberto Viganò, Piero Pollone, Maurizio Carugno, Riccardo Vigorè, Luca Garlaschelli, Vanni Stefanini.

### Stile
"Giovanni Monteforte appartiene alla sempre più numerosa schiera di jazzisti oggi poco incline a scendere a compromesso con le tendenze dominanti. Non si può comprendere pienamente la sua poetica senza affrancarsi dagli ormai vetusti parametri post-modernisti quali l'accademismo e l'eclettismo con le sue improbabili contaminazioni. Pur esibendosi alla chitarra elettrica predilige sonorità semiacustiche e atmosfere rarefatte, come nella tradizione degli anni '40 e '50. Il suo progetto musicale riflette la ricerca di una personale cifra espressiva che pur radicata nella sintassi tonale è proiettata verso l'alea dell'improvvisazione atonale. La critica, ricollegandolo stilisticamente ai maestri della chitarra Jimmy Raney, Tal Farlow e Billy Bauer (Giacomo Pellicciotti, La Repubblica, 19 settembre 1986) ha più volte definito il suo fraseggio 'neo-cool'. "

## Pubblicazioni didattiche

### Libri
- Il Manuale di Chitarra Jazz (ed. Anthropos) (1984)
- Chitarra Jazz – Approcci, sviluppi, esperienze (ed. Ricordi)- con Franco Cerri e Paolo Cattaneo (1993); nuova edizione ampliata (2007)
- Improvvisare ad arpeggi (ed. Playgame Music) (1997)
- La tastiera e l'improvvisazione (ed. Playgame Music) (2005)
- Guida pratica all'improvvisazione jazz (ed. Playgame Music) (2005)
- Elementi fondamentali di chitarra jazz (ed. Carish) (2009)
- Estetica del Jazz e Chitarra Pentamodale (ed. MAP) (2015)

### Video e DVD
- Improvvisare ad Arpeggi (ed. Playgame Music) - VHS/DVD (1997)
- Improvvisare sugli Standards (ed. Playgame Music) - VHS/DVD (2001)

### CD Audio
- Basi per chitarra jazz (ed. Playgame Music) (2000)

## Altre pubblicazioni
- Filosofia del jazz (eBook)  (2005)

## Discografia

### Album
- Dimensione Verticale (ed. New Sound Planet) - con Paolo Cattaneo - (1989)
- Mondi Sottili (autoproduzione) - (1999)
- Tel Quel (ed. Map Milano) - (2001)
- Neomodern Jazz Trio (ed. Brocca-Lissone) - (2011)

### Partecipazioni
- Paesaggi Sonori - Dal Blues Alle Nuove Sonorità (ed. New Sound Planet) - (1989)
- Antologia della chitarra jazz in Italia Vol. 1 (ed. Buscemi-Records)- feat. Lee Konitz - (1996)
- 25 Anni Scimmie (ed. Edel) - feat. Lee Konitz (2006)